# Андорра на зимових Олімпійських іграх 1976
Андорра вперше взяла участь у Зимових Олімпійських іграх, відправивши команду на Зимові Олімпійські ігри 1976 року в Інсбрук (Австрія), але не завоювала жодної медалі. Країну представляли 5 спортсменів (всі чоловики) в одному виді спорту.

## Гірськолижний спорт
Чоловіки
| Спортсмен     | Змагання           | Спуск 1 | Спуск 1 | Спуск 2 | Спуск 2 | Всього  | Всього |
| Спортсмен     | Змагання           | Час     | Місце   | Час     | Місце   | Час     | Місце  |
| ------------- | ------------------ | ------- | ------- | ------- | ------- | ------- | ------ |
| Ксав'єр Арені | Швидкісний спуск   |         |         |         |         | DNF     | —      |
| Карлос Фонт   | Швидкісний спуск   |         |         |         |         | 2:01.75 | 62     |
| Ентоні Креспо | Швидкісний спуск   |         |         |         |         | 1:58.72 | 54     |
| Карлос Фонт   | Гігантський слалом | 2:11.03 | 76      | 2:14.62 | 48      | 4:25.65 | 48     |
| Ксав'єр Арені | Гігантський слалом | 2:05.86 | 74      | DNF     | —       | DNF     | —      |
| Естів Томас   | Гігантський слалом | 2:04.63 | 72      | DNF     | —       | DNF     | —      |
| Ентоні Креспо | Гігантський слалом | 1:59.59 | 59      | DNF     | —       | DNF     | —      |
| Antoni Naudi  | Слалом             | DNF     | —       | —       | —       | DNF     | —      |
| Ентоні Креспо | Слалом             | DNF     | —       | —       | —       | DNF     | —      |
| Ксав'єр Арені | Слалом             | DNF     | —       | —       | —       | DNF     | —      |
| Карлос Фонт   | Слалом             | 1:24.98 | 44      | 1:31.54 | 38      | 2:56.52 | 38     |